# القوات المسلحة السنغافورية
القوات المُسَلَحة السنغافورية وهي القوات المسلحة الرسمية التي تحمي دولة سنغافورة وتتكون من القوات البرية السنغافورية و البحرية السنغافورية و القوات الجوية السنغافورية، القائد الأعلى لهذه القوات هو رئيس الجمهورية السنغافوري مع وجود وزير للدفاع، ويبلغ عدد هذه القوات 71,600 والخدمة العسكرية إلزامية هُناك.